# Ismael Aguilar Barajas
Ismael Aguilar Barajas es un economista, profesor e investigador mexicano. Se desempeña como profesor en economía y desarrollo sustentable en el Instituto Tecnológico y de Estudios Superiores de Monterrey, cuyo trabajo ha sido reconocido por el Sistema Nacional de Investigadores.

## Biografía
Recibió su licenciatura en ingeniería civil de la Universidad Michoacana de San Nicolás de Hidalgo en 1980, seguida de su maestría y doctorado en planificación regional y urbana de la Escuela de Economía y Ciencia Política de Londres en 1982 y 1989 respectivamente.
Ha sido profesor titular e investigador en economía del Instituto Tecnológico y de Estudios Superiores de Monterrey desde 1991, coordinador de un grupo de investigación relacionado con temas económicos en la frontera norte de México. Durante la década de 2000, los temas de investigación han incluido la sostenibilidad ambiental, diagnósticos relacionados con la infraestructura hídrica, el agua y la productividad agrícola, todos en México así como un estudio sobre la integración económica del noreste de México con Texas. Previo a esto, fue profesor e investigador en el Colegio de México y tuvo experiencia laboral y de consultoría en diversas entidades del sector público y privado. Ha sido profesor visitante en diversas universidades de México y el extranjero.
Los reconocimientos por su trabajo de investigación incluyen la membresía Nivel II en el Sistema Nacional de Investigadores de México así como el tercer lugar en el Premio Rómulo Garza 2009 de Ciencias Sociales y Investigación en Humanidades. También obtuvo tres premios por su impartición de cursos como desarrollo económico y economía regional en el Tecnológico de Monterrey.
El profesor ha representado al sistema Tec de Monterrey ante el Consejo Consultivo del Agua y en el Programa Interinstitucional de la Región América del Norte.

## Publicaciones

### Libros
- Integración Económica Noreste de México-Texas – Diagnóstica y Prospectiva (2007)
- Sostenibilidad Ambiental en la Industria: Conceptos, Tendencias Internacionales y Experiencias Mexicanas (2005)
- A Diez Años del TLCAN:Reorganización Industrial (2005)
- A Diez Años del TLCAN: Reorganización Urbana (2005)
- A Diez Años del TLCAN: Reorganización Industrial y Social (2005)
- Industria Fabricante de México, 1970-2005. Un Análisis de su Producto Interno Bruto por entidad Federativa y por Subsector (2004)
- Agua y Desarrollo Sostenible en el Bajo Río Bravo, México (2004)